# غريغ جيرمان
غريغ جيرمان (بالإنجليزية: Greg Germann)‏ مواليد 26 فبراير 1958 في هيوستن، هو ممثل ومخرج أمريكي بدأ مسيرته الفنية سنة 1986.

## الأعمال
- لعبة طفل 2
- آلي مكبيل
- نوفمبر الحلو
- عرض بيرني ماك
- قصة ريكي بوبي
- يوريكا
- أصدقاء مع المال
- ربات بيوت يائسات
- في حالة الطوارئ
- بولت
- هاواي فايف أو
- دروب ديد ديفا
- هنا يأتي الازدهار
- إن سي آي إس
- القانون والنظام: الوحدة الخاصة للضحايا
- كيف تفلت بجريمة قتل
- كن صلبا
- كان ياما كان
- بروكلين ناين-ناين
- أصدقاء الجامعة

## روابط خارجية
- غريغ جيرمان على موقع IMDb (الإنجليزية)
- غريغ جيرمان على موقع ألو سيني (الفرنسية)
- غريغ جيرمان على موقع أول موفي (الإنجليزية)
- غريغ جيرمان على موقع قاعدة بيانات برودواي على الإنترنت (الإنجليزية)
- غريغ جيرمان على موقع قاعدة بيانات الأفلام السويدية (السويدية)
- غريغ جيرمان على موقع إن إن دي بي (الإنجليزية)
- غريغ جيرمان على موقع قاعدة بيانات الفيلم (الإنجليزية)
- غريغ جيرمان على موقع كينوبويسك (الروسية)